# Cicero Moraes
Cicero Moraes (sinh ngày 13 tháng 11 năm 1982) là một nhà thiết kế 3D người Brazil, chuyên về lĩnh vực tái tạo khuôn mặt và thiết kế, tạo hình các bộ phận của con người và động vật.
Ông chịu trách nhiệm trong việc xây dựng lại những khuôn mặt của nhiều nhân vật tôn giáo và lịch sử như thánh An-tôn Padua, thanh Valentine, thành Zdislava, Thánh Martin de Porres, ma cà rồng 900 năm tuổi, chúa tể của Sipan và Người phụ nữ của Naharon.

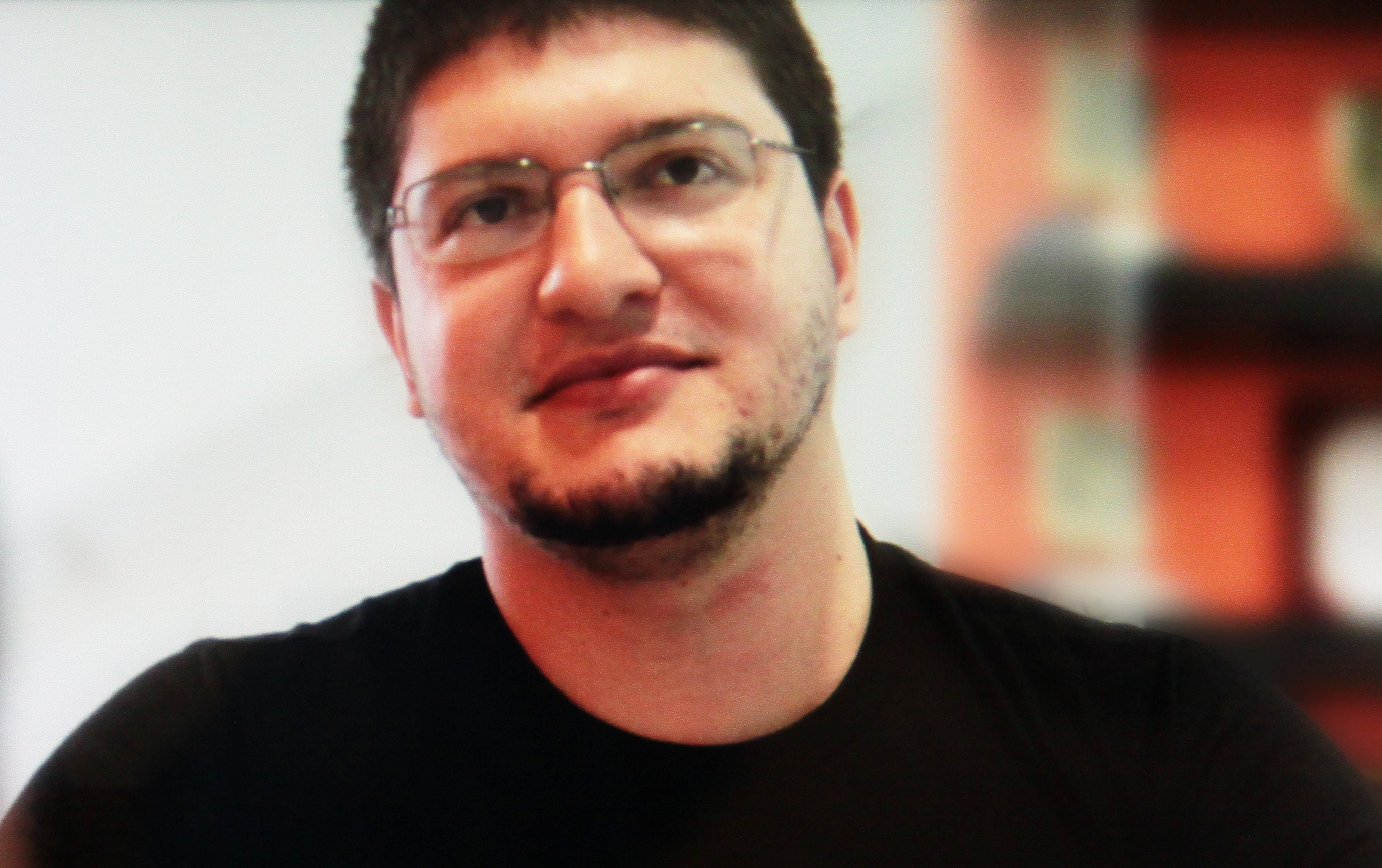
Cicero Moraes

Trong lĩnh vực thú y, ông đã thiết kế, tạo hình kỹ thuật số các bộ phận giả cho nhiều loài động vật khác nhau, như chó, ngỗng, chim Toucan, vẹt và rùa.